# 伯氏長頜魚
伯氏長頜魚，為輻鰭魚綱骨舌魚目象鼻魚科長頜魚屬的其中一種。該物種主要分布於非洲肯亞淡水流域，體長可達19公分。